# 시바토미촌
시바토미촌(일본어: 芝富村)은 일본 시즈오카현의 동부, 후지군에 속해있던 촌이다. 현재의 후지노미야시 남서부에 해당한다.

## 역사
- 1889년 4월 1일 - 정촌제 시행에 의해 후지군 시바토미촌이 성립하였다.
- 1956년 9월 30일 - 이하라군 우쓰부사촌과 합병해 도미하라촌이 성립하여 동일 시바토미촌은 폐지되었다.

## 교통

### 철도
- 일본국유철도
  - 미노부선

## 참고문헌
- 角川日本地名大辞典 22 静岡県